# Henri Meilhac
Henri Meilhac, francoski dramatik in libretist, * 21. februar 1831, Pariz, Francija, † 6. julij 1897, Pariz, Francija.
Dvajset let je sodeloval z Ludovicom Halévyjem, s katerim sta napisala librete za številne operete Jacquesa Offenbacha, najbolj znano njuno delo pa je libreto za znamenito Bizetovo opero Carmen.
Leta 1888 je bil izvoljen za člana Académie française.